# Juan Manuel Blanes Museum

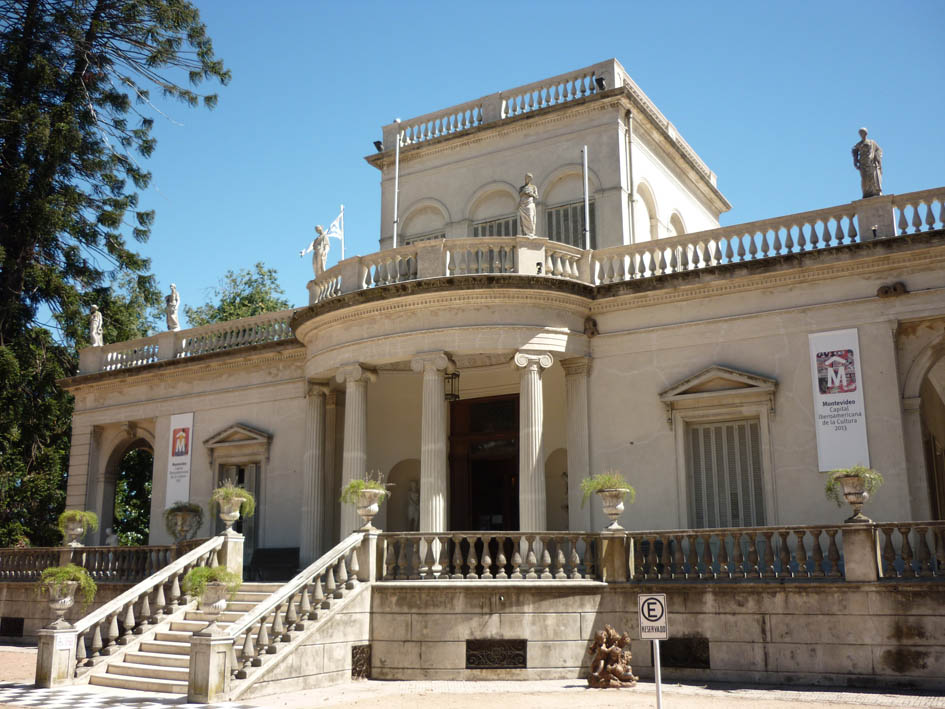
Museum Blanes, Montevideo

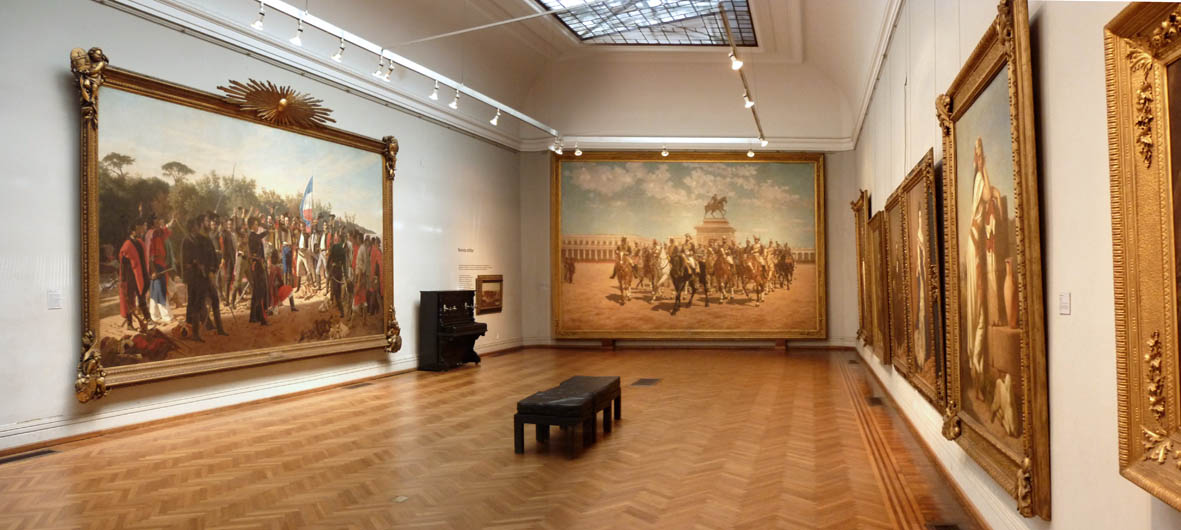
Juan Manuel Blanes dauerhafte Ausstellung

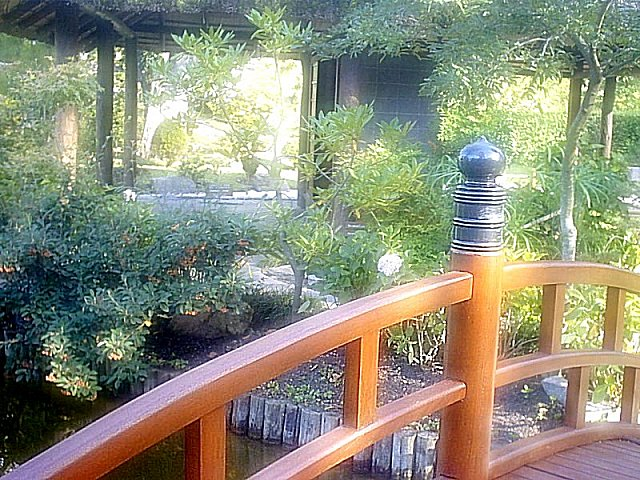
Japanischer Garten (Jardín Japonés) des Museums

Das Museo Municipal de Bellas Artes „Juan Manuel Blanes“ (auf Deutsch: Städtisches Museum der schönen Künste „Juan Manuel Blanes“) ist ein 1930 eröffnetes Museum in der uruguayischen Landeshauptstadt Montevideo.
Das Museum, das nach dem berühmten uruguayischen Maler Juan Manuel Blanes benannt ist, befindet sich im Stadtviertel (barrio) Aires Puros in der Avenida Millan 4015 in einem 1870 errichteten Gebäude, dessen Stil an den klassizistischer Renaissance-Villen in Italien erinnert.
In ihm sind neben den Werken des namensgebenden Künstlers auch Gemälde anderer uruguayischer Maler, wie etwa Pedro Figari, Alvaro Amengual, José Cuneo und Rafael Barradas, aber auch von ausländischen Künstlern wie Courbet und Vlaminick ausgestellt.
Das Gebäude wird von einer großen Parkanlage umgeben, in der ein 2001 anlässlich des 80-jährigen Bestehens diplomatischer Beziehungen zwischen Uruguay und Japan eröffneter japanischer Garten existiert.

## Räume
- Sala Juan Manuel Blanes – dauerhafte Ausstellung: Juan Manuel Blanes (1830–1901)
- Sala Pedro Figari – dauerhafte Ausstellung: Pedro Figari (1861–1938)
- Claustro für Sonderveranstaltungen; mit exzellenter Akustik
- Librería y Tienda Eingangshalle (seit 1993 vom Freundeskreis des Museums errichtet und verwaltet)
- Espacio Cultural Barradas; Außenbereich des Museums
- Jardín Japonés – japanischer Garten; Außenbereich des Museums